# Magnus Bech-Olsen
Magnus Emanuel Bech-Olsen (7. december 1866 i København - 19. februar 1932 i Nørresundby) var en dansk cirkusdirektør og bryder.
Magnus Bech Olsen blev født i København og voksede op i Køge og blev murersvend. Som 17-årig og nyudlært forlod han i 1883 Køge, og rejste han til Tyskland for at arbejde. Han slog sig ned i Hamborg, hvor han stiftede familie og 1888 blev murermester. I Hamburg var han med til at bygge forlystelseskvarteret Reeperbahn, men efter få år blev han ramt økonomisk af et byggekrak.
I sin fritid lærte Bech Olsen brydning hos en tidligere verdensmester Carl Abs. Det førte til en professionel karriere som bryder. Under navnet ”den uovervindelige dansker” rejste han rundt og kæmpede i de store europæiske byer. Han blev hurtigt et kendt navn og blev udråbt som tysk mester, efter at han 1894 i Cirkus Schumanns bygning i Mainz og senere i Berlin besejrede Carl Abs. Han købte et værtshus på Vesterbro og bosatte sig derefter i København.
Han blev lærer i græsk- romersk brydning i Brydeklubben Hermod 1893, det var således ham, der indførte græsk-romersk brydning i Danmark, på betingelserne ”at han skulle holde sig selv ved kost”.
Han var i 1890'erne en af landets største sportshelt, især på grund af sejre, som da han i 1896 som den første nogensinde vandt over den osmanniske sultanens hofbryder Memisch Effendi. Da han i 1897 overvandt ”den frygtelige græker” Antonie Pierri blev han verdensmester.
Han rejste til USA omkring år 1900 og har beskrevet rejsen i bogen "Min Amerikafærd". Efter sine nederlag til en tyrkisk bryder og siden til landsmanden Jess Pedersen (1878-1946) – ”Stærke Jess fra Odder”, stoppede hans professionelle bryderkarriere i 1903.
Bech Olsen var vært i Cafe Bræddehytten i Helgolandsgade i København. Han vedblev med at i mange år optræde i varieteer og cirkus. Han fik 1908 sit eget cirkus; "Cirkus Bech-Olsen". 1910 indviede han sin faste cirkusbygning af træ på Åboulevarden i København med plads til 2.000 tilskuere, og senere drev han for en kortere tid bygningen der blev revet ned 1919 som biografteater under navnet Kæmpe Biografen.
Efter næsten 25 år som cirkusdirektør døde han i 1932 på sin gård Kristines Hvile i Ny Lindholm, Nørresundby i Jylland og ligger begravet på Vestre Kirkegård i København.
Hans biologiske far var formentlig murersvend Jakob Magnus Bech, da han døde i 1905 betalte Bech Olsen hans begravelsesomkostninger. Moderen Ellen Marie Olsen var husholderske hos ham. Bech Olsen fortalte flere gange til aviser, at hans far havde været murersvend i København.
Der blev 1899 lavet en film "Bryderen" under Bech-Olsens kamp mod franskmanden Poul Pons. Han blev æresmedlem af Dansk Artist Forbund 1931.